# John Edward Erickson

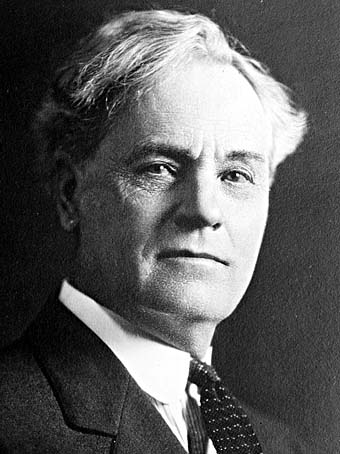
John Edward Erickson

John Edward Erickson (* 14. März 1863 in Stoughton, Wisconsin; † 25. Mai 1946 in Helena, Montana) war ein US-amerikanischer Politiker und von 1925 bis 1933 der achte Gouverneur von Montana. Außerdem war er US-Senator für diesen Bundesstaat.

## Frühe Jahre
Schon früh kam Erickson aus Wisconsin nach Kansas. Dort besuchte er bis 1890 das Washburn College. Nach einem Jurastudium und seiner Zulassung als Rechtsanwalt begann er zunächst in Kansas zu praktizieren und zog dann im Jahr 1893 nach Choteau in Montana. Zwischen 1897 und 1905 war Erickson Bezirksstaatsanwalt im Teton County. Von 1905 bis 1915 war er Richter am 11. Bezirksgericht von Montana. In den folgenden Jahren war er wieder als Anwalt tätig. Als Mitglied der Demokratischen Partei wurde er in den Jahren 1920 bis 1924 deren Vorsitzender in Montana. Am 4. November 1924 wurde er zum neuen Gouverneur gewählt, wobei er sich mit 51:43 Prozent der Stimmen gegen den republikanischen Amtsinhaber Joseph Dixon durchsetzte.

## Gouverneur von Montana
Erickson trat sein neues Amt am 4. Januar 1925 an. Nachdem er in den Jahren 1928 und 1932 jeweils wiedergewählt wurde, hätte er bis Januar 1937 amtieren können. Als er aber zum Nachfolger des verstorbenen US-Senators Thomas J. Walsh berufen wurde, trat er am 13. März 1933 zurück. In seiner Amtszeit wurde eine neue Einkommensteuerregelung in Montana verabschiedet. Auch die Gewinne aus den Bergwerken wurden nun besser versteuert und es wurde eine Mineralölsteuer eingeführt. Auch die Schulen, vor allem in ländlichen Raum, wurden gefördert. Die zweite Phase von Ericksons Amtszeit war von der Weltwirtschaftskrise überschattet. Vor diesem Hintergrund wurden neue Gesetze zur Kontrolle der Banken erlassen.

## Weiterer Lebenslauf
Zwischen März 1933 und November 1934 war Erickson Mitglied US-Senator. Er bewarb sich auch um die Nominierung seiner Partei für die Nachwahl, hatte damit aber keinen Erfolg. Die Kandidatur ging an James Edward Murray, der auch die Wahl gewann. Nach seinem Abschied aus dem Senat war Erickson als Rechtsanwalt in Helena tätig.
John Erickson verstarb am 25. Mai 1946. Er war mit Grace Vance verheiratet, mit der er drei Kinder hatte.